# Corophiida
Corophiida es un infraorden de pequeños crustáceos anfípodos marinos. 

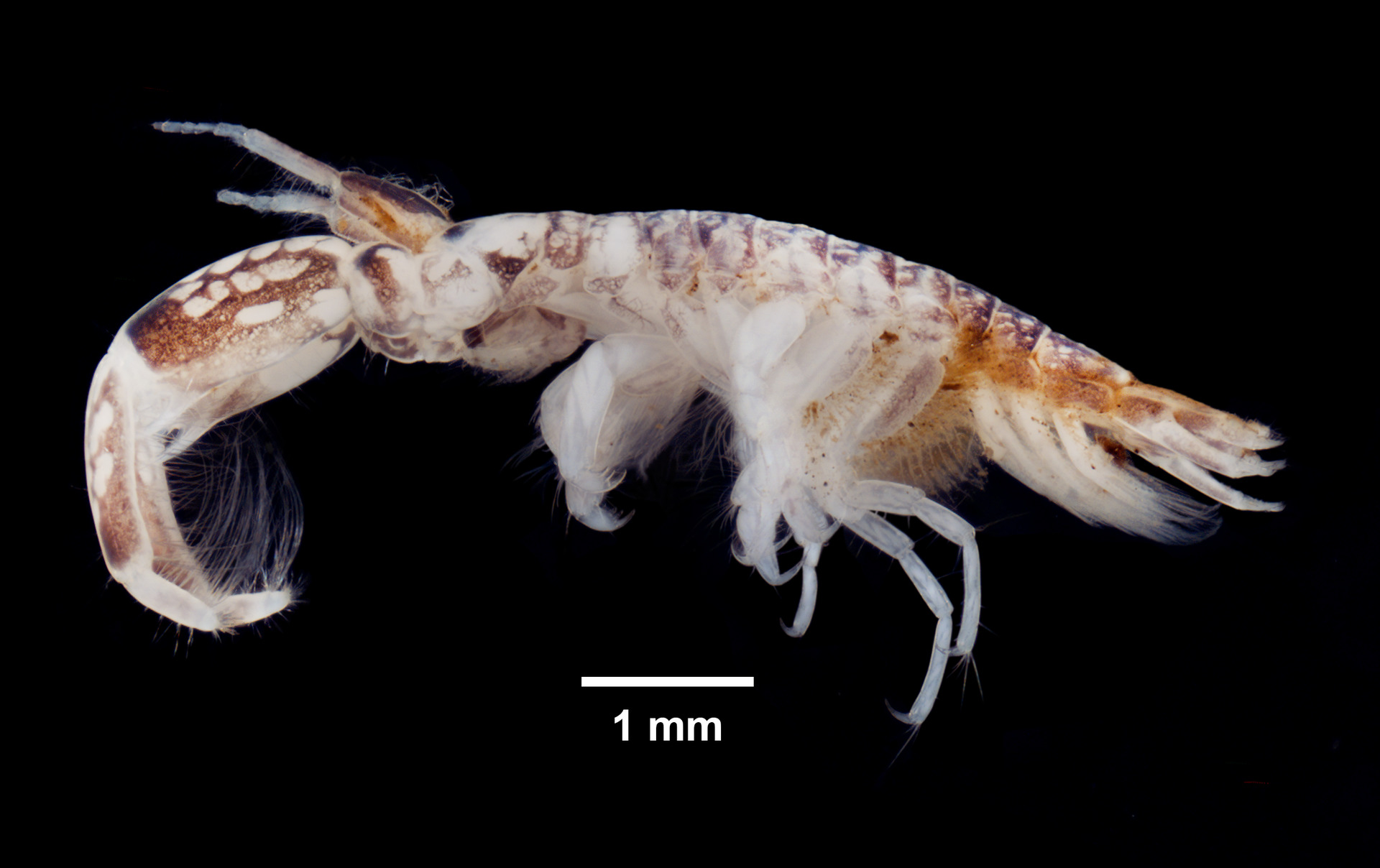
Apocorophium simile

## Taxonomía
Incluye dos parvórdenes que comprende numerosas superfamilias:
- Parvorden Corophiidira
  - Aoroidea
  - Cheluroidea
  - Chevalioidea
  - Corophioidea
  - Exampithoinae
- Parvorden Caprellidira
  - Aetiopedesoidea
  - Caprelloidea
  - Isaeoidea
  - Microprotopoidea
  - Neomegamphoidea
  - Photoidea
  - Rakirooidea